# Jbel Taska n’Zat
Der Bergstock des Jbel Taska n’Zat im Hohen-Atlas-Gebirge gehört mit seinen drei Gipfeln, deren höchster eine Höhe von 3912 m erreicht, zu den höchsten Bergen Marokkos; die beiden Nebengipfel sind 3850 und 3818 m hoch. Die Höhenangaben weichen je nach Quelle leicht voneinander ab.

## Geographie
Der Bergstock des Tazka n’Zat befindet sich im Norden der Provinz Ouarzazate in der Region Drâa-Tafilalet. Er liegt in der Hauptkammlinie des Hohen Atlas und als Teil der marokkanischen Hauptwasserscheide am Ostrand des Toubkal-Massivs und des Toubkal-Nationalparks. Das Ourika-Tal mit dem Ort Setti Fatma befindet sich nur etwa 10 km (Luftlinie) nördlich. An der Nordflanke des Jbel Tazka entspringt der Oued Zat, der jedoch ab dem späten Frühjahr häufig in der Ebene von Marrakesch bei Aït Ourir versickert. An der Westflanke beginnt das Tal des Assif n’Tidili, der unterhalb von Ouarzazate den Wadi Draa speist, den längsten Fluss Marokkos.

## Besteigung
Eine Besteigung des Jbel Taska n’Zat ist im Rahmen einer zweitägigen Trekking-Tour von der nördlich gelegenen Ortschaft Setti Fatma oder vom südöstlich gelegenen Dorf Tidli aus möglich.